# Mane de la Parra
Mane de la Parra (ur. 23 grudnia 1982 w mieście Meksyk) – meksykański aktor, piosenkarz i autor tekstów.

## Życiorys
W wieku 15 lat rozpoczął studia muzyczne, następnie dołączył do Berklee College of Music w Bostonie, gdzie uzyskał licencjat ukończenia szkoły muzycznej w 2005 roku. Potem rozpoczął karierę aktorską.

## Kariera
Dzięki doświadczeniu, które zdobył, Mane współpracował wieloma ludźmi przy tworzeniu swego pierwszego albumu. Część nagrań dokonano w Buenos Aires, w "El Pie" studio, którego właścicielem jest Alejandro Lerner. Druga część albumu została nagrana w Los Angeles. Ostatecznie album pod tytułem Mane został wydany w 2011 roku.
Mane de la Parra miał ponad 85 wystąpień w różnych miejscach i imprezach w całym Meksyku i został zaproszony do udziału w ponad 40 programach telewizyjnych między 2009 a 2010.
W listopadzie 2010 roku został nominowany do nagrody Telehit.
W 2011 roku uczestniczył w karnawałach: Veracruz, Merida, Cancun i Lerdo de Tejada. W Veracruz, wykonał 15 swoich piosenek.
Jako aktor zagrał w kilku telenowelach. W Verano de amor zaśpiewał trzy piosenki : Estrella Mía (Moja Gwiazda), Quiero que sepas (Chcę, żebyś wiedziała) i Es mentira (To kłamstwo).
Na początku 2011 roku zagrał w filmie El Cielo en tu Mirada.
Od lipca 2011 roku grał w telenoweli Esperanza del Corazon.
Wystąpił także gościnnie w telenoweli Cachito de cielo, jako Adrian Gomez, u boku swojej ówczesnej narzeczonej Maite Perroni.

## Filmografia
Źródło: Filmweb.pl
- 2009: Verano de amor jako Bruno Carrasco
- 2010: Nina de mi Corazon jako Charly
- 2011: Esperanza del Corazon jako Alexis Duarte Moreno
- 2012: El Cielo en tu Mirada jako José Pereyra
- 2012: Cachito de cielo gościnnie jako Adrián Gómes "Cachito"
- 2012: Corona de lagrimas jako Nacho Chavero
- 2014: La Malquerida jako Ulises Torres Gallardo
- 2015: Amor de Barrio jako Daniel Márquez Lopezreina

## Piosenki
- Estar Sin Ti
- Quiero que sepas
- Quisiera
- No vaya a ser
- No puedes ser real
- Estrella mia
- Es Mentira
- La Formula
- Siente
- No vas a olvidar
- Hoy voy a amarte
- Yo solo quiero saber
- Esperanza del corazon
- Mi respiracion